# الفيما
قرية الفيما هي إحدى القرى التابعة لمركز الفتح في محافظة أسيوط في جمهورية مصر العربية. حسب إحصاءات سنة 2006، بلغ إجمالي السكان في الفيما 15484 نسمة، منهم 8256 رجل و7228 امرأة.